# Indians d'Indianapolis
Les Indians d'Indianapolis (en anglais : Indianapolis Indians) sont une équipe de ligue mineure de baseball basée à Indianapolis. Affiliés à la formation de MLB des Pirates de Pittsburgh depuis 2005, les Indians jouent au niveau Triple-A en Ligue internationale. Fondée en 1902, l'équipe évolue au Victory Field (15 500 places).

## Histoire
La franchise fut fondée en 1902. Membres de l’American Association de 1902 à 1962 puis de 1969 à 1997, les Indians remportent 95 matchs au cours de la saison 1902 et gagnent le championnat de cette ligue. La franchise d'Indianapolis remportera 12 championnats de l’American Association entre 1902 et 1994. 
Après un passage éclair en Ligue internationale lors de la saison 1963 puis en Ligue de la côte du Pacifique de 1964 à 1968, les Indians reviennent en Ligue internationale à partir de 1997 à la suite de la cessation d'activités de l’Association américaine.

## Palmarès
- Champion de la Ligue internationale : 1963 et 2000.
- Vice-champion de la Ligue internationale : 2005.
- Champion de l’Association américaine : 1902, 1908, 1917, 1928, 1949, 1956, 1982, 1986, 1987, 1988, 1989 et 1994.